# Tindu Khatun
Tandu Khatun eller Tindu Khatun var regent under Jalaridernas sultanat i Irak mellan 1411 och 1419. Hon var rikets enda kvinnliga monark under dess historia. Hon efterträdde sin make och kusin, sultan Shah Walad Jalayir. Hon var formellt erkänd monark eftersom khutba utfärdades i hennes namn, något som i islam endast tillkom en regerande monark. Hon efterträddes av sin son. 